# Ivan Mrázek
Ivan Mrázek, né le 18 janvier 1926 à Brno en Tchécoslovaquie et mort le 5 avril 2019 dans la même ville, est un joueur et entraîneur tchécoslovaque puis tchèque de basket-ball.

## Biographie
Au cours de sa carrière en clubs, au sein du Spartak Brno, Ivan Mrázek remporte six championnats de la Ligue tchécoslovaque, en 1947, deux fois lors de l'année 1948, en 1949, 1950 et 1951.
Il participe à victoire de la sélection tchécoslovaque lors de la quatrième édition du championnat d'Europe de basket-ball, en 1946. Avec cette sélection, il remporte également trois médailles d'argent 1947, 1951 et 1955. Il représente la Tchécoslovaquie à deux reprises lors des Jeux olympiques d'été, en 1948 et 1952 où sa sélection termine respectivement septième et dixième. 
Devenu entraîneur, Ivan Mrázek remporte six fois le titre champion de la Ligue tchécoslovaque, en 1958, 1962, 1963, 1964, 1967, 1968 avec le Spartak Brno.
Il est mort le 5 avril 2019 à Brno, sa ville de naissance.

## Palmarès
- Champion d'Europe 1946
- Finaliste du championnat d'Europe 1947
- Finaliste du championnat d'Europe 1951
- Finaliste du championnat d'Europe 1955